# Comté de Young
Le comté de Young (en anglais : Young County), est un comté situé dans le nord de l'État du Texas aux États-Unis. Fondé le 2 février 1856, son siège de comté est la ville de Graham. Selon le recensement des États-Unis de 2020, sa population est de 17 867 habitants. Le comté a une superficie de 2 410,8 km2, dont 2 368,4 km2 en surfaces terrestres.
Le comté est baptisé en référence à William Cocke Young, un pionnier et un soldat.

## Organisation du comté
Le comté est fondé le 2 février 1856, à partir des terres des comtés de Cooke, de Denton et d'une petite partie de celles rattachées au comté de Bosque. Après plusieurs aménagements fonciers, il est définitivement organisé et autonome, le 3 novembre 1874. 
Le comté est baptisé en référence au colonel William Cocke Young, commandant la onzième cavalerie texane, durant la guerre de Sécession.

## Géographie
Le comté de Young est situé au nord de l'État du Texas, aux États-Unis,. 
Il a une superficie totale de 2 410,8 km2, composée de 2 368,4 km2 de terres et de 42,4 km2 de zones aquatiques.

## Comtés adjacents
|                       | Comté d'Archer    |                     |
| Comté de Throckmorton | comté de Young    | Comté de Jack       |
|                       | Comté de Stephens | Comté de Palo Pinto |

## Démographie

Pyramide des âges du comté de Young (2000).

Lors du recensement de 2010, le comté comptait une population de 18 550 habitants. En 2017, la population est estimée à 17 979 habitants,.